# Kriegerdenkmal Meisdorf

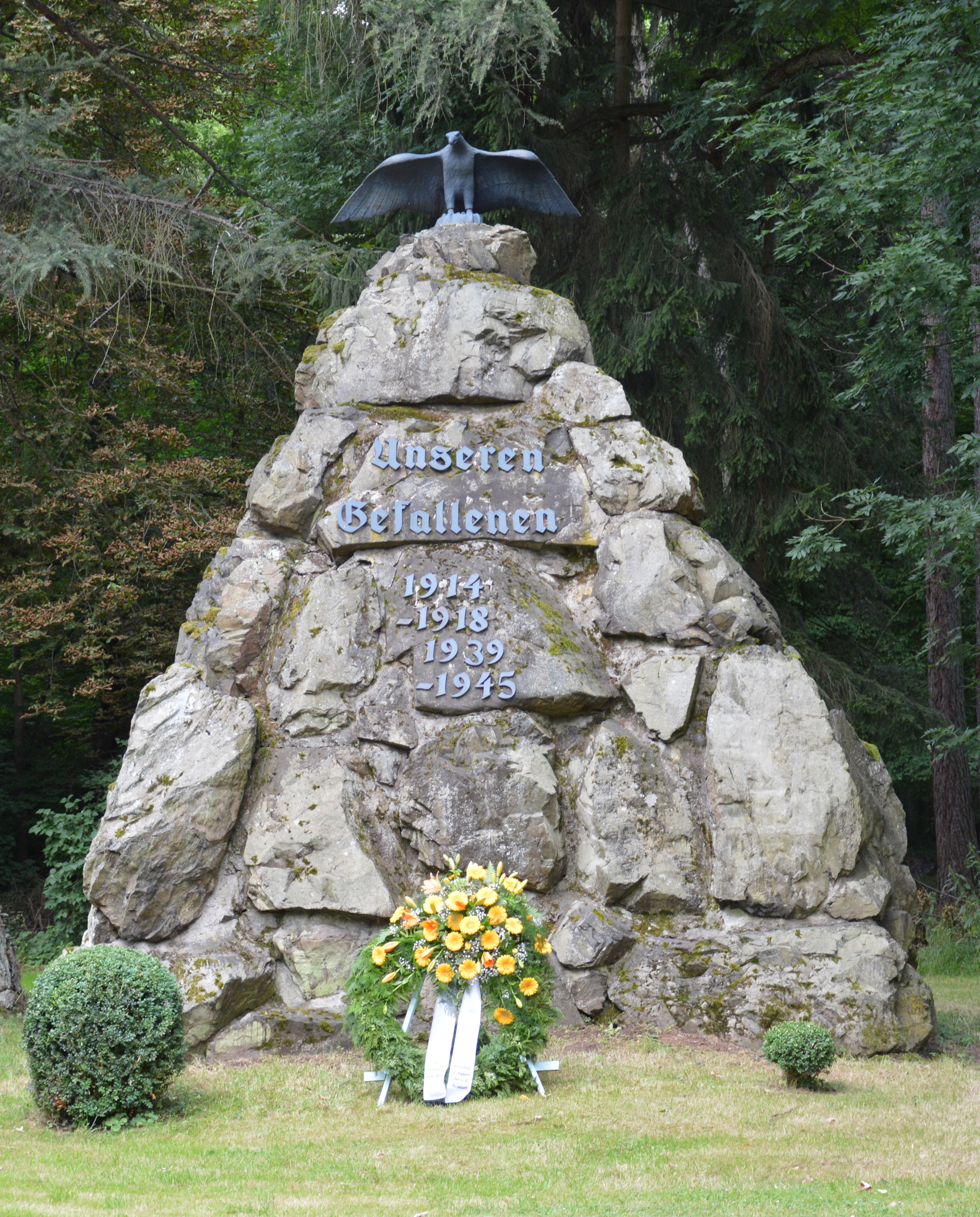
Kriegerdenkmal Meisdorf

Das Kriegerdenkmal Meisdorf ist ein denkmalgeschütztes Kriegerdenkmal im Ortsteil Meisdorf der Gemeinde Falkenstein/Harz im Harz in Sachsen-Anhalt.

## Lage
Es befindet sich südwestlich der Ortslage von Meisdorf und westlich des Schloss Meisdorf an der Einmündung der Straße Petersberger Trift auf die Straße Allee. Am Denkmal führt der Selketalstieg entlang.

## Gestaltung und Geschichte
Das monumental und rustikal ausgeführte Kriegerdenkmal dient dem Gedenken an die Gefallenen des Ersten und Zweiten Weltkriegs. Es ist als grob aus Natursteinen zusammengefügter Spitzkegel gestaltet und von einem die Schwingen ausbreitenden Adler bekrönt.
Auf seiner Vorderseite trägt es die Inschrift:
Unseren

Gefallenen

1914

-1918

1939

-1945
Im örtlichen Denkmalverzeichnis ist das Kriegerdenkmal unter der Erfassungsnummer 094 81584 als Baudenkmal verzeichnet.